# Alexandre Mazzia
Alexandre Mazzia, né le 30 avril 1976 à  Pointe-Noire (République du Congo), est un chef cuisinier français. Il est le chef de son restaurant AM par Alexandre Mazzia, trois étoiles Michelin, situé à Marseille.
En octobre 2018, il est nommé « cuisinier de l'année 2019 » par le guide Gault & Millau.

## Biographie
Fils d'un négociant en bois et d'une expert-comptable, Alexandre Mazzia naît à la clinique des Manguiers, à Pointe-Noire en République du Congo. Il vit dans cette ville pendant quinze ans, juste en face de la côte Sauvage africaine, sur l'océan Atlantique. Pendant son adolescence, sa mère l'emmène chaque jour s'asseoir sur le même tronc de bois flotté contempler le coucher du soleil avec son frère et sa sœur. « C'était notre mantra, épicé des odeurs de crustacés et de poissons du petit port voisin ». La saveur brûlée dans sa cuisine, venant de ces odeurs de poissons grillés sur le bord de mer, est enfouie en lui depuis cette époque. Enfant ou adolescent, il est également marqué par un repas avec ses parents dans un restaurant de Joël Robuchon, à Paris.
Lorsqu'il revient en France, c'est le choc culturel et Alexandre Mazzia se réfugie dans le basket-ball, : il est coéquipier de Michael Brooks au SMUC Marseille Basketball (2001-02), il joue à l'US Avignon-Le Pontet (2002-07) et en équipe de France espoirs . Alexandre Mazzia mesure 1,95 m et joue alors comme arrière shooteur. 
Après un baccalauréat scientifique (d'après Libération, Alexandre Mazzia aurait fréquenté le lycée d’horticulture de Palaiseau « chez les jésuites »), il commence une école de médecine militaire puis décide finalement de s'orienter vers la cuisine et suit une formation hôtelière CAP-BEP au lycée des Métiers Santos Dumont de Saint-Cloud. Il travaille ensuite dans des lieux au gré des clubs de basket-ball où l'emmène sa vie sportive : il débute en 1995 chez Frédéric Dormeval, au Vénitien Prestige, puis chez Fauchon auprès de Pierre Hermé. Il travaille en Espagne au laboratoire expérimental de Martín Berasategui, chez Michel Bras et Alain Passard. 
En 2004, il travaille au restaurant espagnol trois étoiles ABaC avec Santi Santamaria. 
Alexandre Mazzia s'occupe des repas protocolaires d'un particulier en 2007 et 2008, ce qui lui permet de beaucoup voyager pendant dix-sept mois puis ouvre Hom Art dans une zone d'activité d'Avignon,, au départ uniquement pour le déjeuner, avant que la demande ne le pousse à ouvrir le soir.
En 2010, il s'installe à Marseille au restaurant « le Ventre de l'Architecte » de la Cité radieuse de Le Corbusier. Dans ce restaurant, il sert une cuisine très créative, qui rompt avec les codes, avec des menus composés de nombreux services en petites portions, l'emploi de très nombreuses épices. 
En 2011, Alexandre Mazzia est distingué « Jeune talent » par le Gault & Millau et reçoit une dotation qu'il utilise pour son projet de restaurant.
Il ouvre son propre restaurant, AM par Alexandre Mazzia, rue Rocca à Marseille le 17 juin 2014. Le restaurant affiche complet dès les premiers services. La reconnaissance arrive très rapidement. En novembre 2014 il est nommé « Grand de Demain » par le Gault&Millau et en janvier 2015 il reçoit une première étoile au guide Michelin. En 2015, il reçoit le prix du «créateur de l'année» Omnivore. Il reçoit le « Gault & Millau d'Or » en mai 2016.
En janvier 2021, Alexandre Mazzia est distingué de trois étoiles Michelin pour son restaurant AM à Marseille.
Il participe à la saison 12 de Top Chef en 2021 et à la saison 13 en 2022.